# Biserica Sfântul Nicolae din Nădlac
Biserica „Sf. Ierarh Nicolae” din Nădlac este o biserică ortodoxă, monument istoric, cod LMI AR-II-a-B-00634, aflată în Nădlac. Componentele monumentului sunt biserica propriu-zisă, cod LMI AR-II-m-B-00634.01 și incinta cu gardul de fier forjat, cod LMI AR-II-m-B-00634.02. Biserica servește comunitatea ortodoxă din parohia Nădlac.
Construcția bisericii a început în 1822 pe locul unei mai vechi biserici de lemn. Aspectul actual datează din 1883, când biserica a fost modificată prin înălțarea bolții tavanului, mărirea ferestrelor, înălțarea clopotniței și dotarea ei cu o turlă nouă. Decorarea interioară datează din 1897. Tâmplăria a fost realizată și sculptată de meșterii bănățeni Nestor Bosioc și fiii săi, Iosif și Iuliu. Pictarea iconostasului a fost făcută de pictorul Ioan Zaicu. Tot el a realizat frescele de pe plafon și pereți și aurirea (en) iconostasului și a ornamentelor tâmplăriei. În urma acestor amenajări, la 27 august S.V. 15 august 1898 biserica a fost sfințită de episcopul Aradului, Ioan Mețianu.

## Istoric

### Biserica din Dolmă
Domeniul Nădlacului a fost preluat la 25 mai 1445 de Ioan de Hunedoara — în acel moment guvernatorul Transilvaniei — de la Nagymihály György deoarece acesta a fost condamnat la pierderea averii fiindcă a delapidat banii primiți, 500 de florini (aproape 1,8 kg aur), pentru a recruta și echipa 10 lăncieri pentru Cruciada de la Varna . În anul 1464 Matia Corvin, moștenitorul său, a donat acest domeniu familiei de nobili sârbi Jakšić (en), dintre care Stefan și Dmitar comandau o oaste de 1200 de husari pe care o aduseseră în trupele sale. Frații Jakšić și-au clădit o cetate întărită și, folosind prada luată în Bătălia de la Câmpul Pâinii, o biserică ortodoxă, care mai târziu avea să fie cunoscută ca biserica din Dolmă. Dolma este un dig de protecție față de revărsările Mureșului, situat în partea de sud și vest a localității, dig construit în secolul al XIX-lea și al cărui traseu trece peste biserica lui Jakšić, ale cărei ruine se mai zăresc în malul de pământ.

### Biserica din Velj

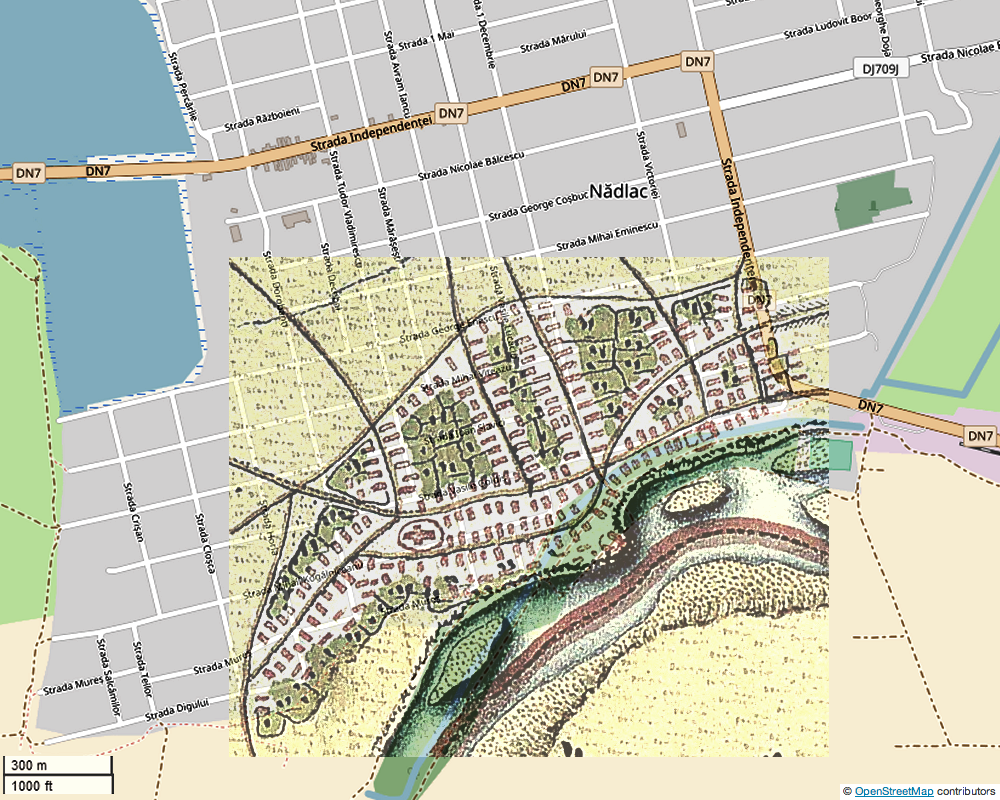
Localizarea bisericii din Velj pe hărțile iozefine, circa 1770

După Pacea de la Carloviț din 1699 Banatul mai era sub stăpânire otomană, iar începând din acest moment pe malul drept al Mureșului s-au instalat corpuri de grăniceri formate din sârbi, precum și mulți coloniști sârbi. Biserica din Dolmă, deși exista, era deteriorată și nu mai putea fi folosită, ca urmare coloniștii și-au construit propria lor biserică, folosind materialul din vechea cetate a lui Jakšić, distrusă de o incursiune a turcilor în 1529. Biserica a fost construită lângă un afluent al Mureșului, pârâul Velj, actual secat, care curgea în zona actualei străzi Mihail Kogălniceanu și a fost cunoscută ca biserica din Velj. Biserica, având hramul Sfântul Ierarh Nicolae, era folosită ca loc de rugăciune atât de sârbi, cât și de români. Iconostasul era pictat de pictorul Ștefan Tenețchi. În urma Păcii de la Passarowitz Banatul a trecut sub stăpânire austriacă, iar conform Tratatului de la Belgrad din 1739 granița s-a mutat pe râul Sava și pe Dunăre. Ca urmare, în 1741 formațiile de grăniceri de pe Mureș au fost desființate și sârbilor li s-a propus să devină lucrători agricoli la moșierii maghiari. Sârbilor nu le-a convenit și majoritatea au emigrat în Rusia ca soldați sau s-au întors în Serbia ca grăniceri pe Dunăre. În urma plecării sârbilor moșiile duceau lipsă de mână de lucru, care însă prisosea la Totcomloș. Prin ordonanța nr. 14158/27 august 1800 s-a aprobat colonizarea slovacilor de acolo la Nădlac. Aceștia au început să se stabilească în Nădlac în 1803 și, fiind evanghelici, între 1812–1822 și-au construit o biserică impunătoare, asemănătoare cu cea din Totcomloș.

### Biserica nouă (actuală)
În 1755 Sinesie Jivanovici, episcopul Aradului, cu ocazia unei vizite canonice la Nădlac a constatat că biserica din Velj era ruinată de desele revărsări ale Mureșului, iar enoriașii își construiau o altă biserică, de lemn, care în 1759 încă nu era terminată. Pe locul acestei biserici, aflată în actuala str. Vasile Lucaciu 12
  colț cu
str. Ioan Slavici, nr. 57–59 s-a construit alta, sub conducerea lui Francisc Schvab din Chichinda Mare. Piatra de temelie s-a pus la 28 aprilie 1822, iar construcția a fost terminată în 1829. Inițial în biserică a fost adus iconostasul din Biserica din Velj și diferite alte obiecte de cult: icoane, scaunul preoțesc din 1751, un disc de argint datat 1736, inscripția de pe el menționând hramul Sf. Nicolae al bisericii, și o evanghelie cumpărată la 23 aprilie 1863. După terminare biserica a fost sfințită de un sobor de preoți, din care au făcut parte protopopul din Sânnicolau Mare și preoții din localitățile din jur.

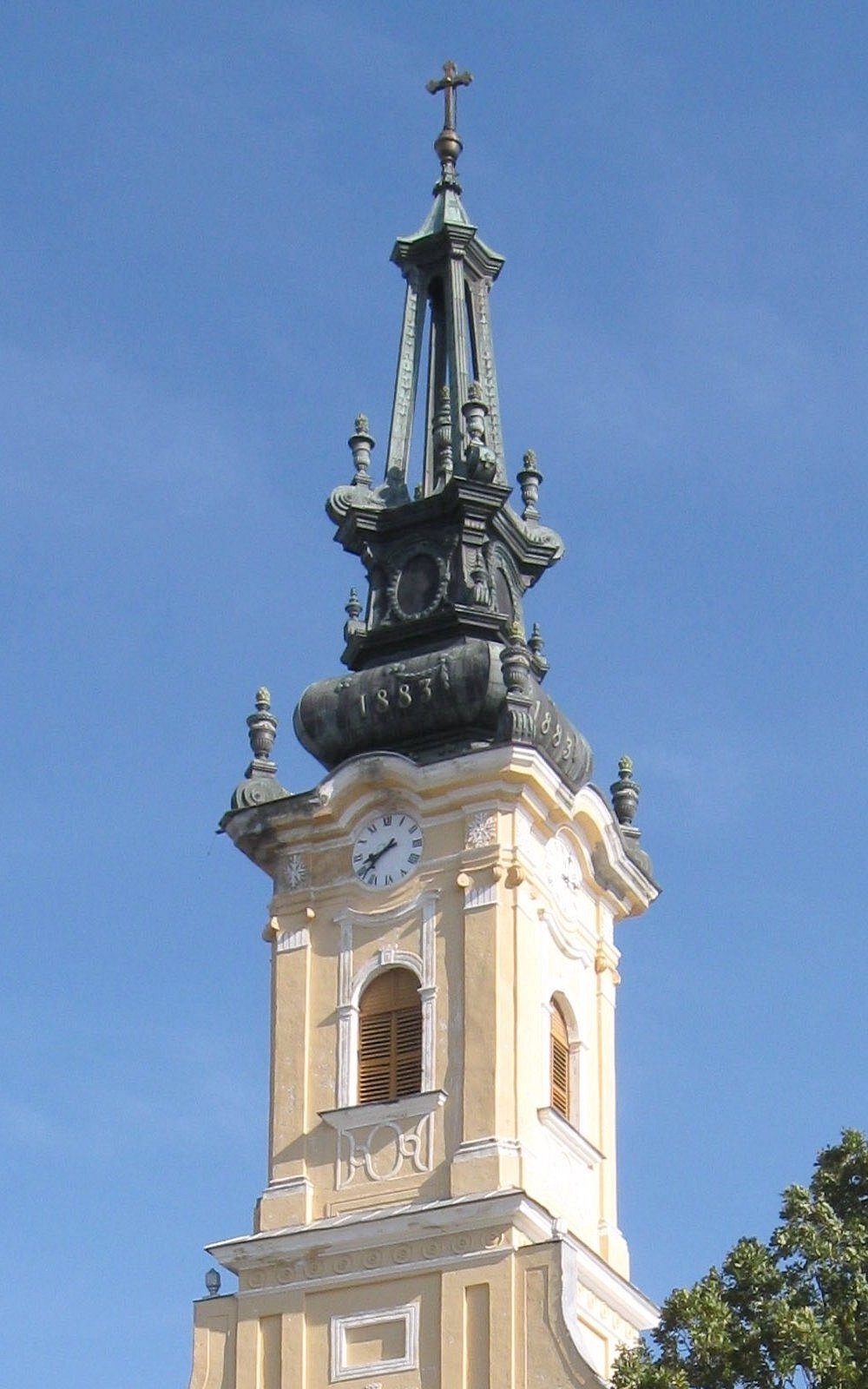
Turla bisericii

În ședința comitetului parohial din 7 mai 1882 s-a hotărât schimbarea aspectului bisericii prin înălțarea tavanului, mărirea ferestrelor și transformarea turnului, care la tragerea clopotelor se clătina. În urma documentării s-a apreciat că bisericii i s-ar potrivi un turn ca cel al bisericii „Adormirea Maicii Domnului” din Lipova. Modificările au fost încheiate la 13 septembrie 1883, când a fost ridicată crucea pe turn.
Următorul obiectiv a fost o decorare mai bună a interiorului, deoarece biserica era doar văruită și decorată cu câteva tablouri-icoane din vechea biserică. Începând din 1892 au fost contactați mai mulți pictori de biserici, între care Filip Matei, Eugeniu Maximovici și Nicolae Pisilea (Pâșlea). La 12 iulie S.V. 30 iunie 1896, la recomandarea doctorului timișorean Iuliu Chicin, fratele preotului Nicolae Chicin, care era președintele comitetului parohial Nădlac, este acceptată oferta lui Ioan Zaicu pentru pictarea iconostasului, a interiorului bisericii și aurirea elementelor de tâmplărie.
Simultan s-a executat sculptarea tâmplăriei de către sculptorul Nestor Bosioc (Busuioc) împreună cu fii săi, Iosif și Iuliu, și pavarea bisericii cu cărămidă colorată smălțuită.
După transformarea bisericii ea a fost sfințită din nou, cu mare fast. În acest scop la 3 ianuarie 1898 a fost trimisă o invitație episcopului Ioan Mețianu, iar la 19 august S.V. 7 august preotul Nicolae Chicin a reamintit invitația. Sfințirea a avut loc cu ocazia vizitei canonice a episcopului, efectuată la prăznuirea Adormirii Maicii Domnului din 27 august S.V. 15 august 1898. În afară de episcop, la ceremonie au luat parte preotul Moise Bocșan din Curtici, în acel moment protopop al Aradului, preoții nădlăcani Vichentie Marcovici și Nicolae Chicin și preoții Ignatie I. Pap, dr. Ioan Trailescu și Iosif Beșan din Jula, Pavel Mercea din Șeitin, Demetriu Ganea din Semlac, Ioan Evuțan și dr. Demetriu Barbu din Pecica și Romul Nestor din Cenad. Despre acest eveniment Mețianu a afirmat că „acea biserică în adevăr frumoasă și pompoasă” a fost sfințită „cu solemnitatea recerută spre bucuria și mulțumirea poporului nostru de acolo”. Costul festivităților a fost de 520 de florini (circa 150 g aur).
Între 2000–2001 pictura interioară, care era afumată, a fost restaurată de către pictorul-restaurator Ana Marcu, iar în exterior biserica a fost zugrăvită. În urma restaurării, la 26 august 2006 biserica a fost binecuvântată de către episcopul Aradului, Timotei Seviciu, și de episcopul ortodox sârb de Budapesta și administrator de Timișoara Luchian Pantelici.
Actual biserica servește parohia Nădlac, unde sunt înregistrați peste 3000 de credincioși.
În afară de episcopul Ioan Mețianu au mai efectuat vizite canonice episcopii Iosif Goldiș (1899), Andrei Magieru (1936, 1954), Nicolae Corneanu (de trei ori între 1960–1961), Teoctist Arăpașu (de mai multe ori între 1962–1973), Visarion Aștileanu (de mai multe ori între între 1974–1977) și Timotei Seviciu (de mai multe ori).

### Preoții
La mijlocul secolului al XVIII-lea parohia era sediul protopopiatului Nădlac, care avea sub jurisdicție comunitățile din Nădlac, Cenad, Semlac și Șeitin. În 1822 protopop la Nădlac era preotul emerit Pavel Mercea. La începutul secolului al XIX-lea protopopiatul Nădlac s-a desființat, iar localitățile au fost incluse în protopopiatul Arad.
Conform tradiției din epocă, haina preoțească era transmisă din tată în fiu. Se cunosc familiile de preoți Popovici, Cervencovici și Mercea. Adesea în documente numele lor de familie nu este menționat. Când nu se putea continua astfel, dacă era posibil, tradiția era dusă de gineri: Cervencovici-Șerban, Varga-Marcovici, Chicin-Mărginean.
În 1728 în biserica din Velj au slujit preoții Jivan, Stoia, Hristofor și Petru.
Se cunosc date despre preoții:
- Lazăr Cervencovici, fiu al preotului Petru Cervencovici, a slujit între 1794–1833, fiind urmat de fiul său, Mihail.[4][19]
- Pavel Mercea, a slujit între 1817–1830.[4][19]
- Petru Varga (1810,  Zărand – ?) între 1835–1839 a fost profesor la Institutul Teologic din Arad. La Nădlac a slujit între 1834–1857.[4][19]
- George Șerban (1808, Șiclău – 1895, Nădlac) a fost ginerele preotului Mihail Cervencovici. A slujit între 1838–1895.[4][19]
- Vincențiu Marcovici („popa Chentă”, 1832, Șeitin – 1911, Nădlac) a fost ginerele lui Petru Varga, căruia i-a succedat în parohie. A slujit între 1858–1911, după care postul din parohie a rămas vacant până în 1913.[4][19]
- Nicolae Chicin (1866, Nădlac – 1940, Nădlac) a fost între 1888–1892 profesor de muzică la Preparandia. Din 1892 a devenit capelan al lui George Șerban, căruia i-a fost succesor. Din 1904 a fost conducător al sinodului parohial. A slujit între 1892–1938.[4][19]
- Dimitrie Popian, preot unit revenit la ortodoxie în 1948, a slujit între 1949–1957.[4]
- Vasile Bărbuț (1921, Șeitin – 1998, Nădlac) a venit la Nădlac în 1957, prin schimb cu Dimitrie Popian. În 1960 a primit rangul de protopop onorific al Aradului, iar în 1976 a fost numit pentru 18 luni vicar episcopal administrativ al Aradului. La Nădlac a slujit între 1957–1991.[4]
- Viorel Mihuț (1900, Arad – 1973, Arad) a fost un preot iconom stavrofor, protopop al Aradului. La Nădlac a slujit între 1961–1972.[4]
- Ștefan Păcurar (n. 1952, Nădlac) a venit la Nădlac în urma ieșirii la pensie a preotului Viorel Mihuț la recomandarea lui Vasile Bărbuț. La Nădlac slujește din 1972 până în prezent. Este conducătorul oficiului parohial.[4]

Petre Țiucra mai menționează și alți preoți din a doua jumătate a secolului al XVIII-lea și secolul al XIX-lea: Sava Cervencovici, Pavel Popovici, Pavel Cervencovici, Sava Nicolici, Moise Slepcavici, Sava Cervencovici (II), Petru Popovici, Florian Popovici, Teodor Stoiadin, Florea Mercea, David Luțai și Nicolae Mărginean.

## Descrierea bisericii

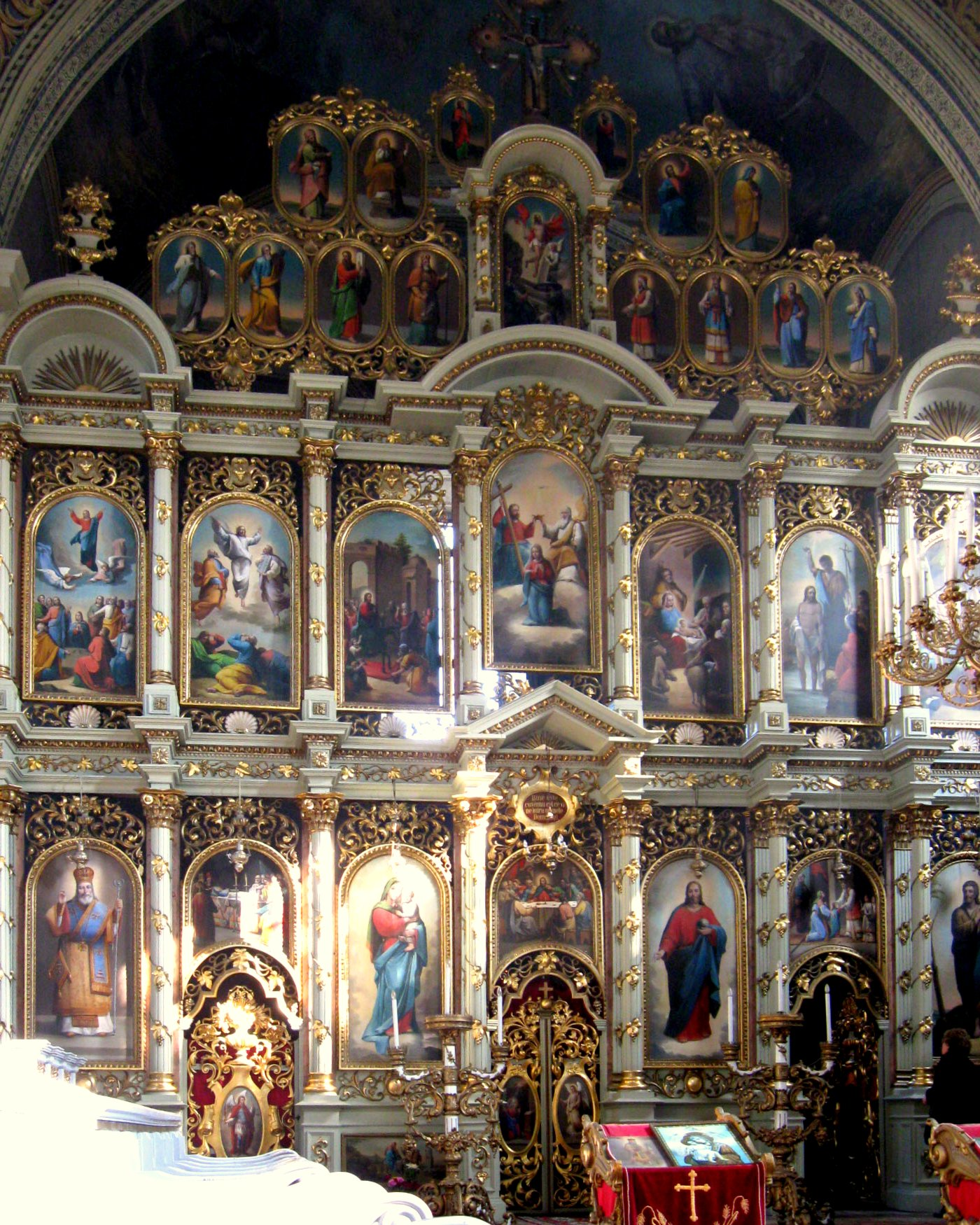
Iconostasul

Biserica a fost construită pe un teren de 552 de stânjeni pătrați (1985 m²). Dimensiunile bisericii sunt: lungimea de 36 m, lățimea de 15 m și înălțimea turlei de 37 m. Planul bisericii este unul clasic, în formă de cruce, având altarul orientat spre est. Brațele crucii sunt foarte scurte, apărând ca niște nișe în pereți. Stilul ornamentării bisericii este baroc, cu elemente rococo (turla bisericii). Turla, în formă de cădelniță, are ca model turla bisericii ortodoxe „Adormirea Maicii Domnului” din Lipova, proiectată de arh. G. Mateiu. Conform simbolisticii ortodoxe, cei patru stâlpi care susțin crucea simbolizează pe cei patru evangheliști.
Începând din 1882 incinta bisericii a fost înconjurată de un gard din pământ bătut La mijlocul deceniului al patrulea al secolului al XX-lea gardul original era în stare de deteriorare avansată. Ca urmare, la 2 septembrie 1937 a fost comandată meșterului fierar Traian Chicin realizarea unui gard din fier forjat, iar meșterilor zidari și zugravi Ioan Skroda și Andrei Rozsa realizarea postamentului de beton al gardului și repararea și zugrăvirea la exterior a bisericii. Toți meșterii erau din Nădlac.

### Pictura

#### Iconostasul
Întrucât Zaicu urma să picteze un nou iconostas, vechiul iconostas a fost donat bisericii „Buna Vestire” din Cladova, unde slujea preotul Ioan Căpitan, ginerele lui George Șerban.
Noul iconostas are o lățime de 10 m, o înălțime de 15 m, icoanele fiind reprezentate în registre. În primul registru, cel mai de jos, pe postamente sunt reprezentate de la stânga la dreapta scenele Iona înghițit de chit, Fuga în Egipt a Familiei Sfinte, Iisus Hristos și femeia samarineană la Fântâna lui David și Tăierea capului Sfântului Ioan Botezătorul. Între ele, pe ușile împărătești este pictată scena Bunei Vestiri: la stânga este Fecioara Maria rugându-se, iar la dreapta arhanghelul Gavril. Pe ușile diaconești sunt pictați arhanghelul Mihail (pe cea din stânga), respectiv Sfântul Ștefan (pe cea din dreapta). Al doilea registru, al icoanelor împărătești, cuprinde, de la stânga la dreapta pe Sfântul Nicolae, Fecioara Maria cu Pruncul, Iisus și Sfântul Ioan Botezătorul. Deasupra ușilor împărătești este reprezentată Cina cea de Taină și un medalion cu inscripția „Bine este cuvântat cel ce vine întru numele Domnului”. Deasupra ușilor diaconești sunt pictate Adormirea Maicii Domnului (la stânga), respectiv Intrarea în Biserică a Maicii Domnului (la dreapta). Registrul următor conține șapte scene din viața lui Isus. În cea din mijloc este reprezentată încoronarea Maicii Domnului de către Sfânta Treime. Pe această icoană, în dreapta-jos se află semnătura datată a pictorului: „Ioan Zaicu, 1897”. Celelate șase scene reprezintă praznice. La stânga sunt reprezentate (de la stânga la dreapta), Schimbarea la față, Înălțarea Domnului la ceruri și Intrarea în Ierusalim, iar la dreapta Nașterea lui Iisus, Botezul în Iordan și Pogorârea Duhului Sfânt. Ultimul registru, cel mai de sus, are în mijloc icoana Învierii Domnului, deasupra căreia este Crucea Mântuitorului. Conform canonului bizantin, la picioarele Crucii se află respețele: la stânga Apostolul Ioan, iar la dreapta Maica Domnului. De o parte și cealaltă a acestora sunt reprezentați cei 12 apostoli.

Icoanele împărăteşti de pe iconostas
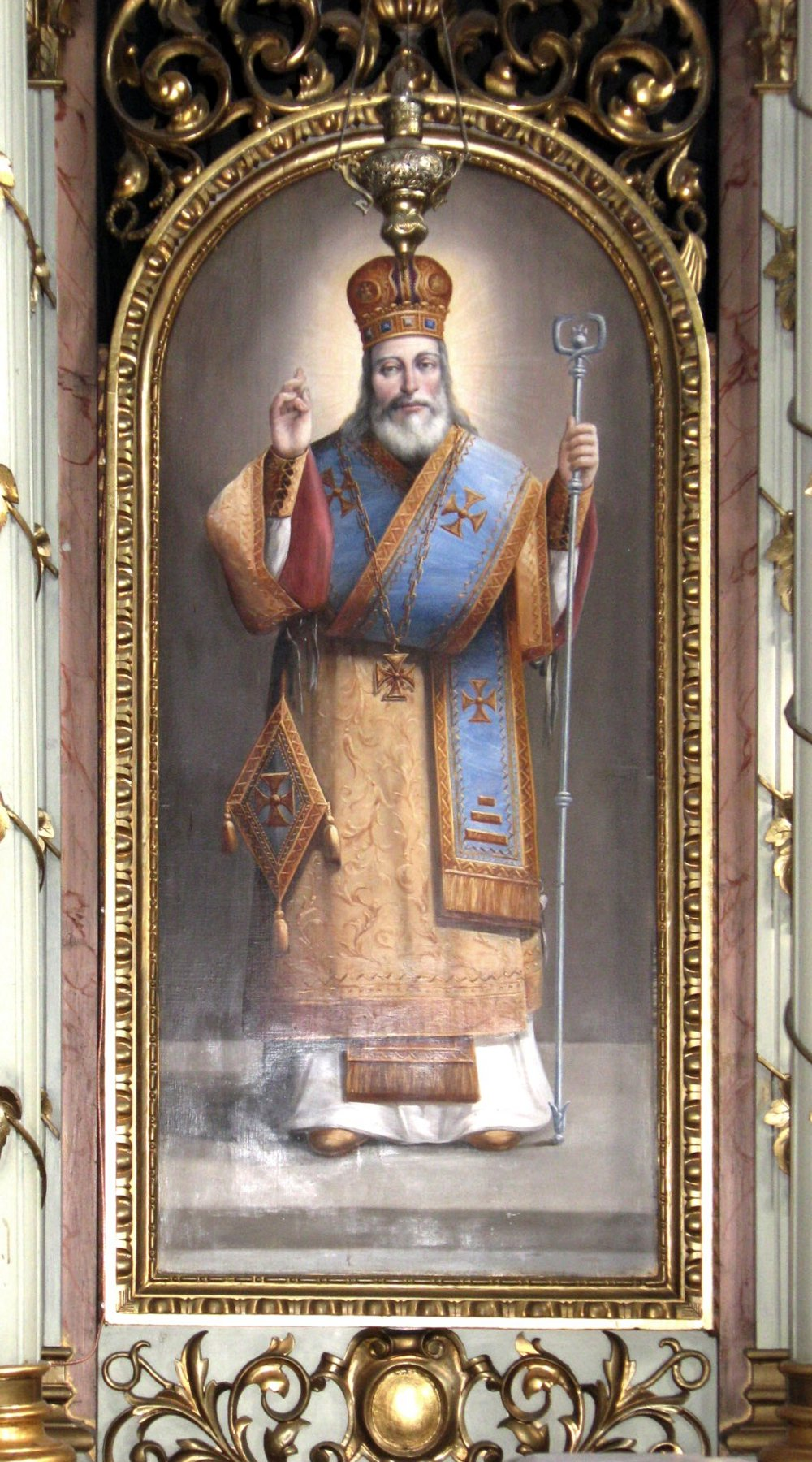
Sfântul Nicolae
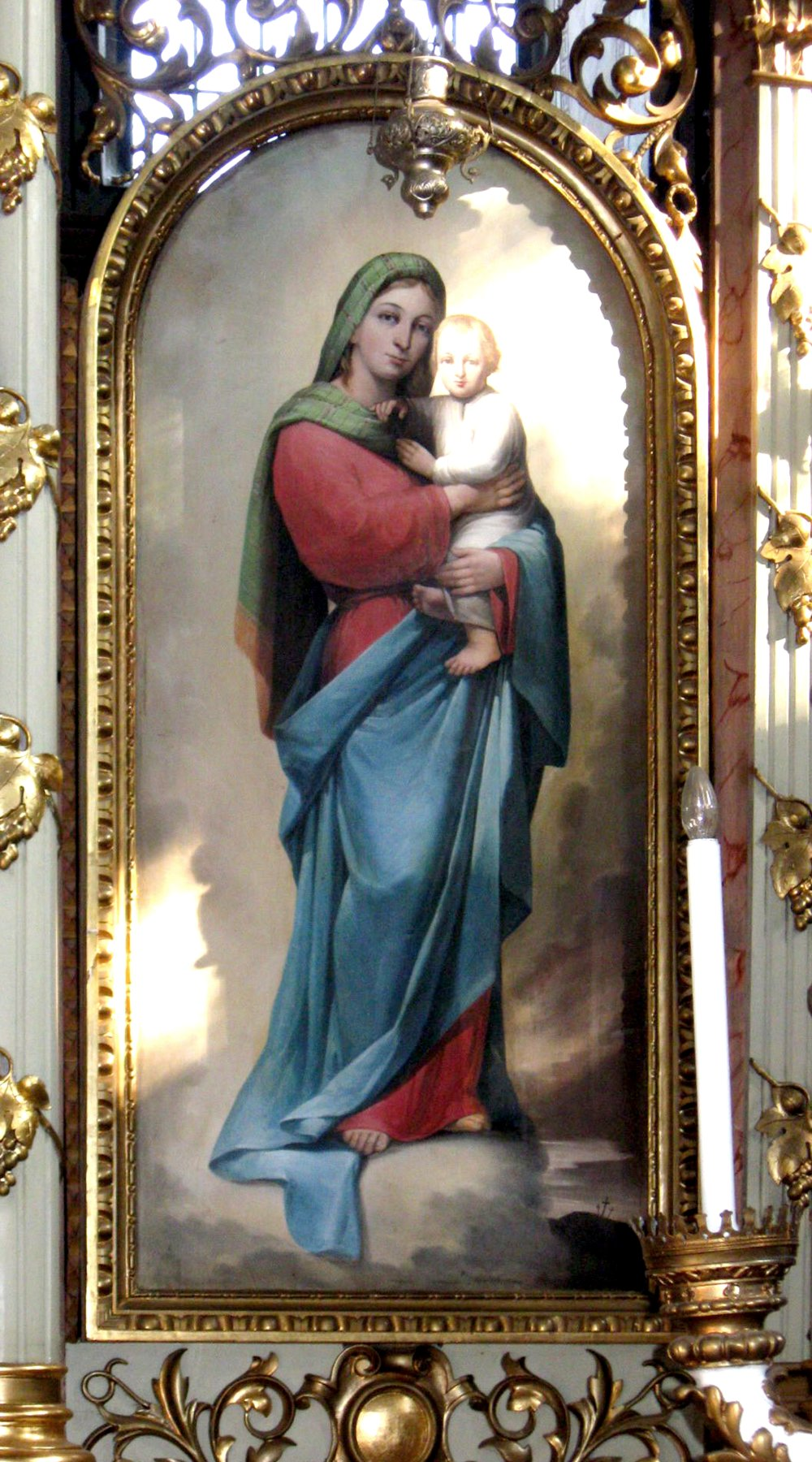
Fecioara Maria cu Pruncul
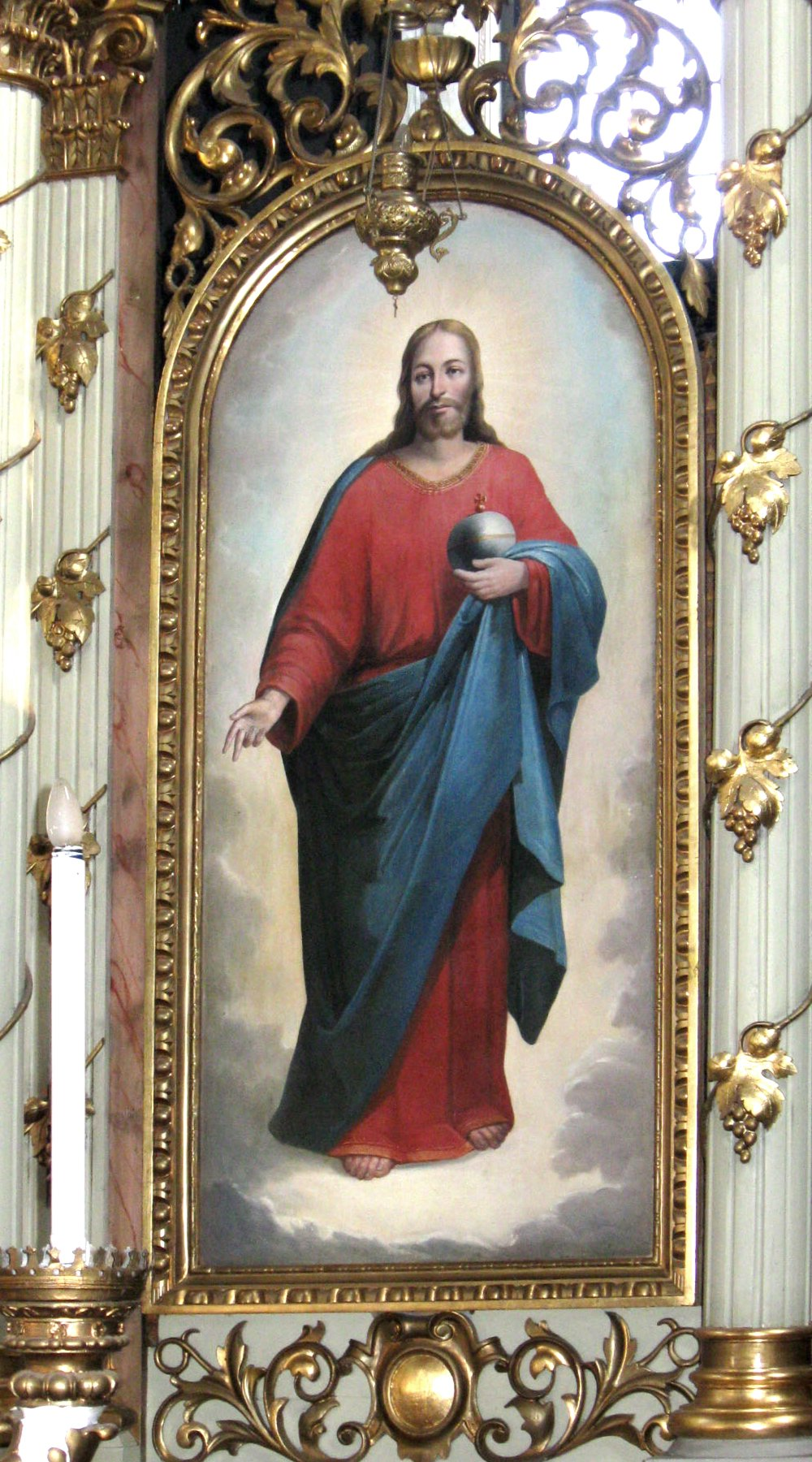
Iisus
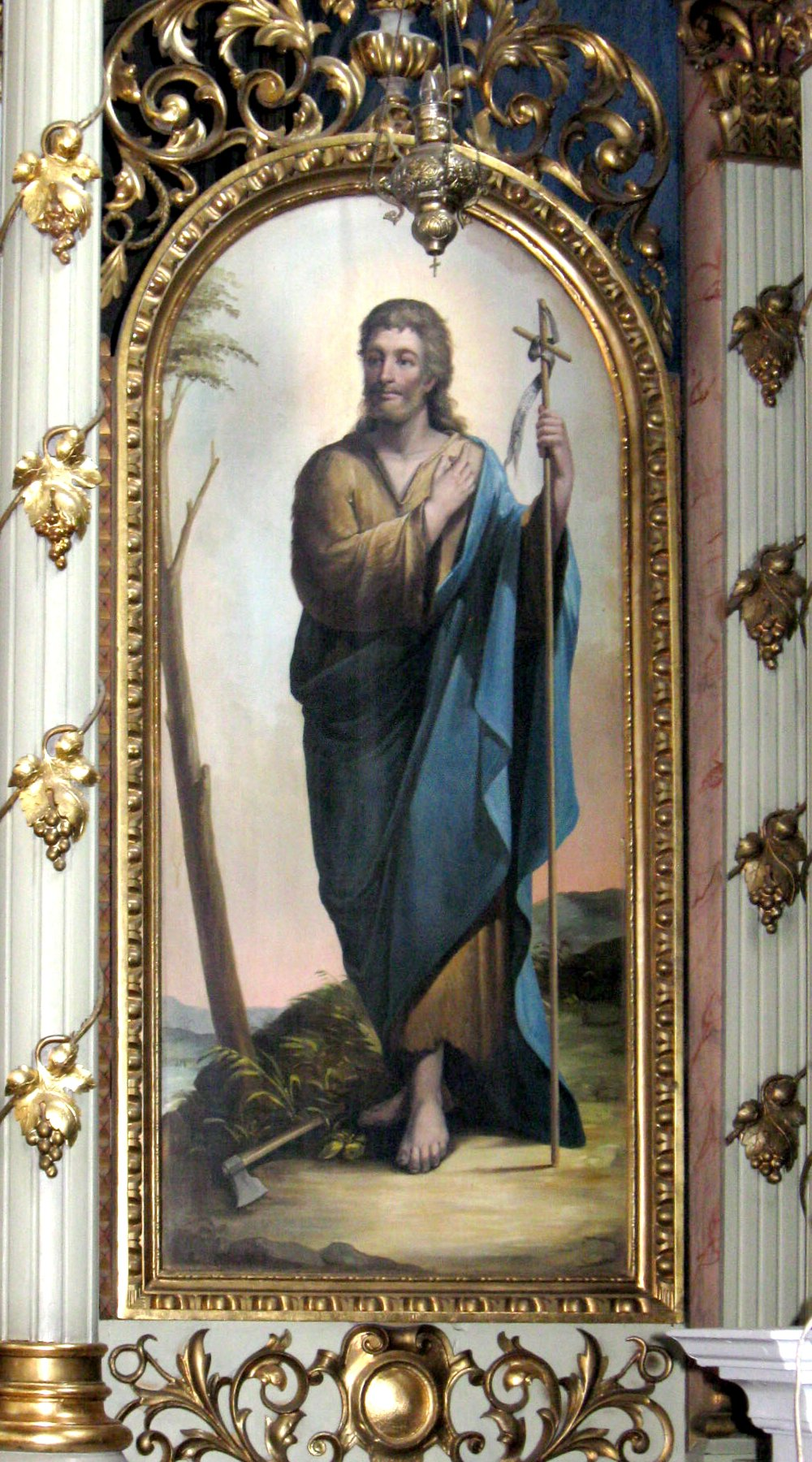
Sfântul Ioan Botezătorul

#### Frescele

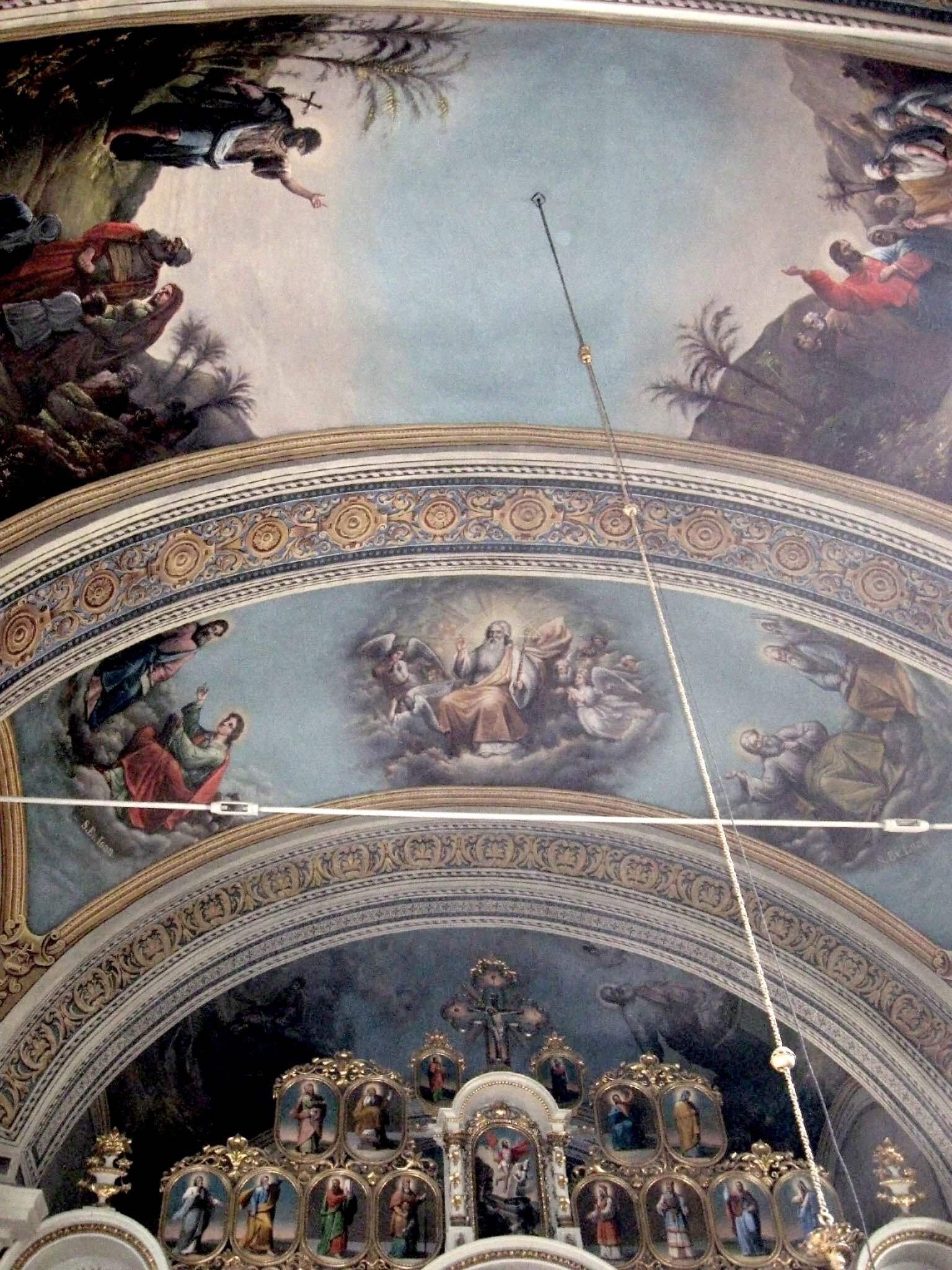
Plafonul

În afară de pictarea iconostasului, Zaicu a pictat și interiorul bisericii, în tehnica a fresco. Stilul frescelor nu este unitar, Zaicu fiind influențat de modelele pe care le-a studiat, în special cele din Biblia pauperum⁠(en)[traduceți]. Deși tendința generală este spre stilul baroc, în fresce se observă elemente expresioniste, realiste, renascentiste sau romantice.
În altar sunt pictate frescele Răstignirea, Iisus Hristos Pantocrator și Luarea de pe Cruce. Pe bolta bisericii, în partea de nord sunt reprezentate scenele Sfântul Ilie, Iisus la lacul Siloamului, Predica Sfântului Ioan Botezătorul, Evangheliștii Marcu și Ioan, precum și Cain ucide pe fratele său Abel, iar în partea de sud scenele Umblarea pe mare, Samarineanul milostiv, Vindecarea unui îndrăcit, Evangheliștii Luca și Matei și Jertfa lui Avraam. Pe peretele dinspre nord sunt Nașterea Evei, Punerea în Mormânt și Batjocorirea lui Iisus, iar pe cel dinspre sud Alungarea din rai și Drumul Crucii.
Inițial, pe pereții naosului trebuiau realizate doar patru fresce. Spre sfârșitul lucrării s-a hotărât ca un amvon care exista în stânga naosului să fie demolat, deoarece în tradiția ortodoxă nu se folosea așa, iar în locul lui să se picteze încă o frescă. Lui Zaicu nu i-a convenit, dar n-a putut refuza. A conceput compoziția Batjocorirea lui Iisus, unde la personajul Iisus s-a pictat pe sine (autoportret), întorcându-și fața, iar la personajele ce-l batjocoreau pe Iisus i-a pictat pe membrii comitetului parohial, inclusiv pe preotul Nicolae Chicin, președintele comitetului, accentuând caricatural trăsăturile negative ale acestora. La dezvelirea picturii a ieșit scandal și i s-a cerut să facă o altă compoziție, dar Zaicu a refuzat. Zaicu s-a mai reprezentat ca autoportret pe icoana împărătească cu Ioan Botezătorul, iar pe soția sa a pictat-o la personajul samaritenei din scena de sub icoana împărătească cu Iisus. Pentru picturile executate Zaicu a primit suma de 3200 de florini (960 g aur).

Frescele de pe pereţii naosului
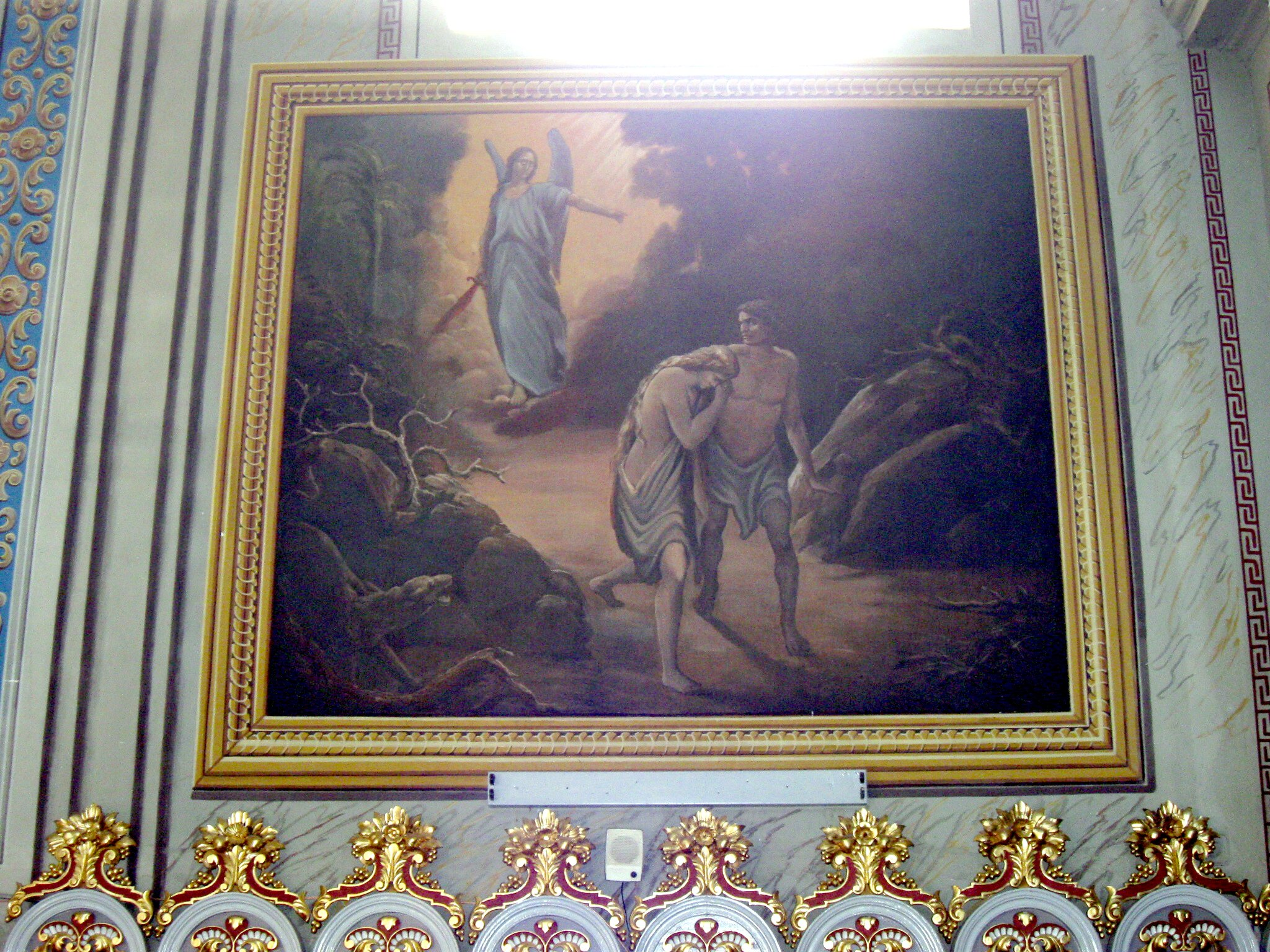
Alungarea din rai
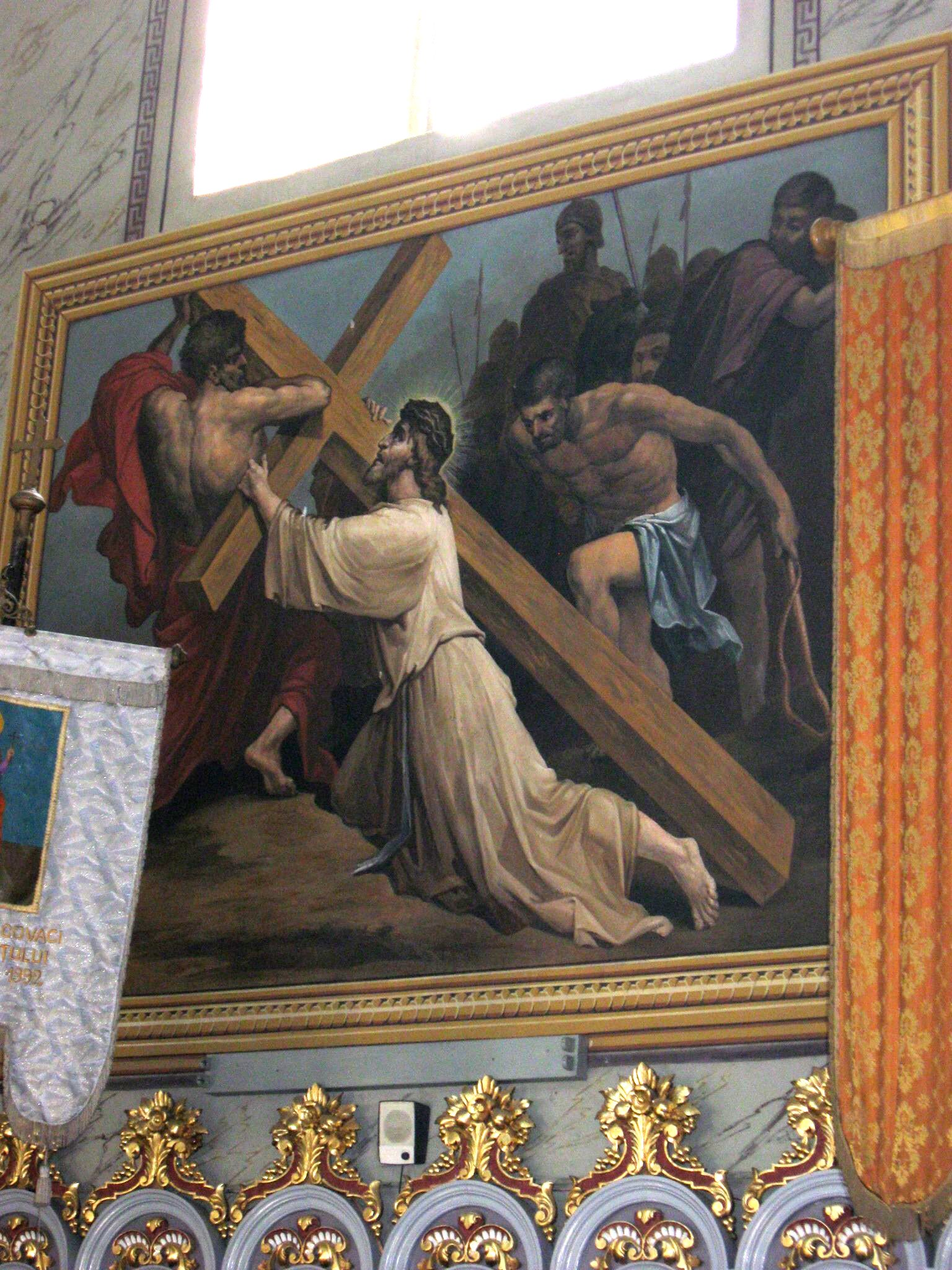
Drumul Crucii
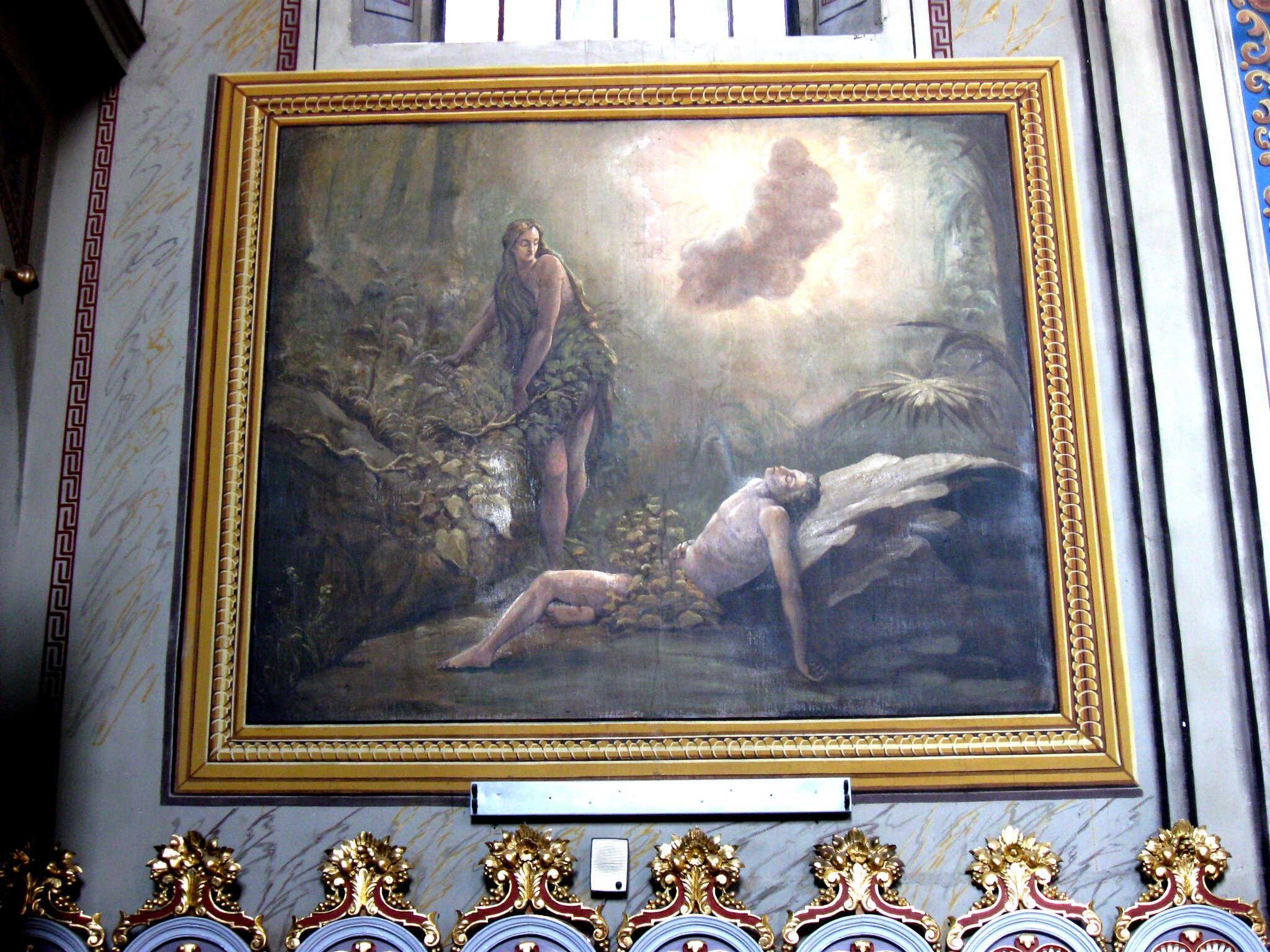
Naşterea Evei
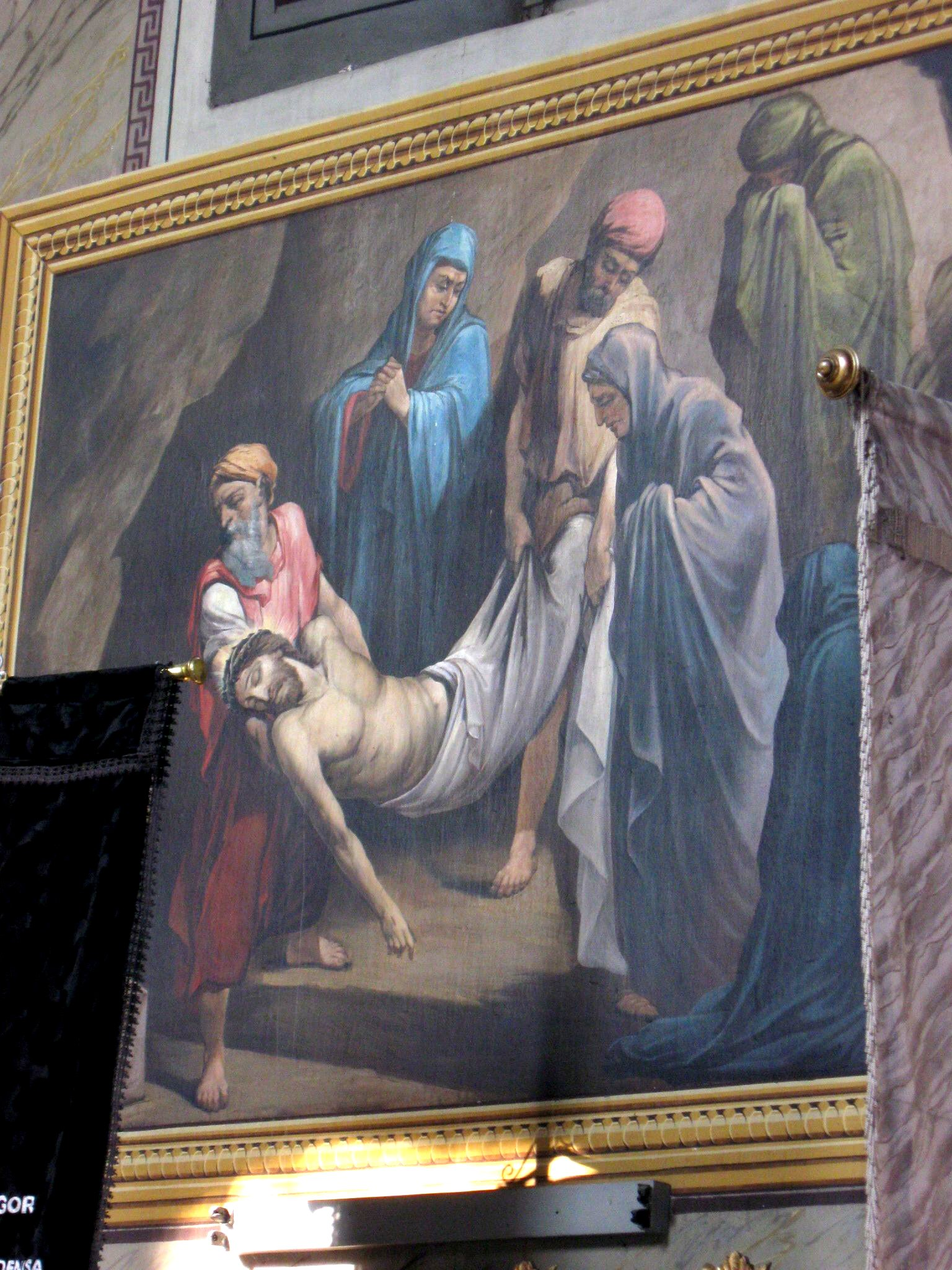
Punerea în Mormânt
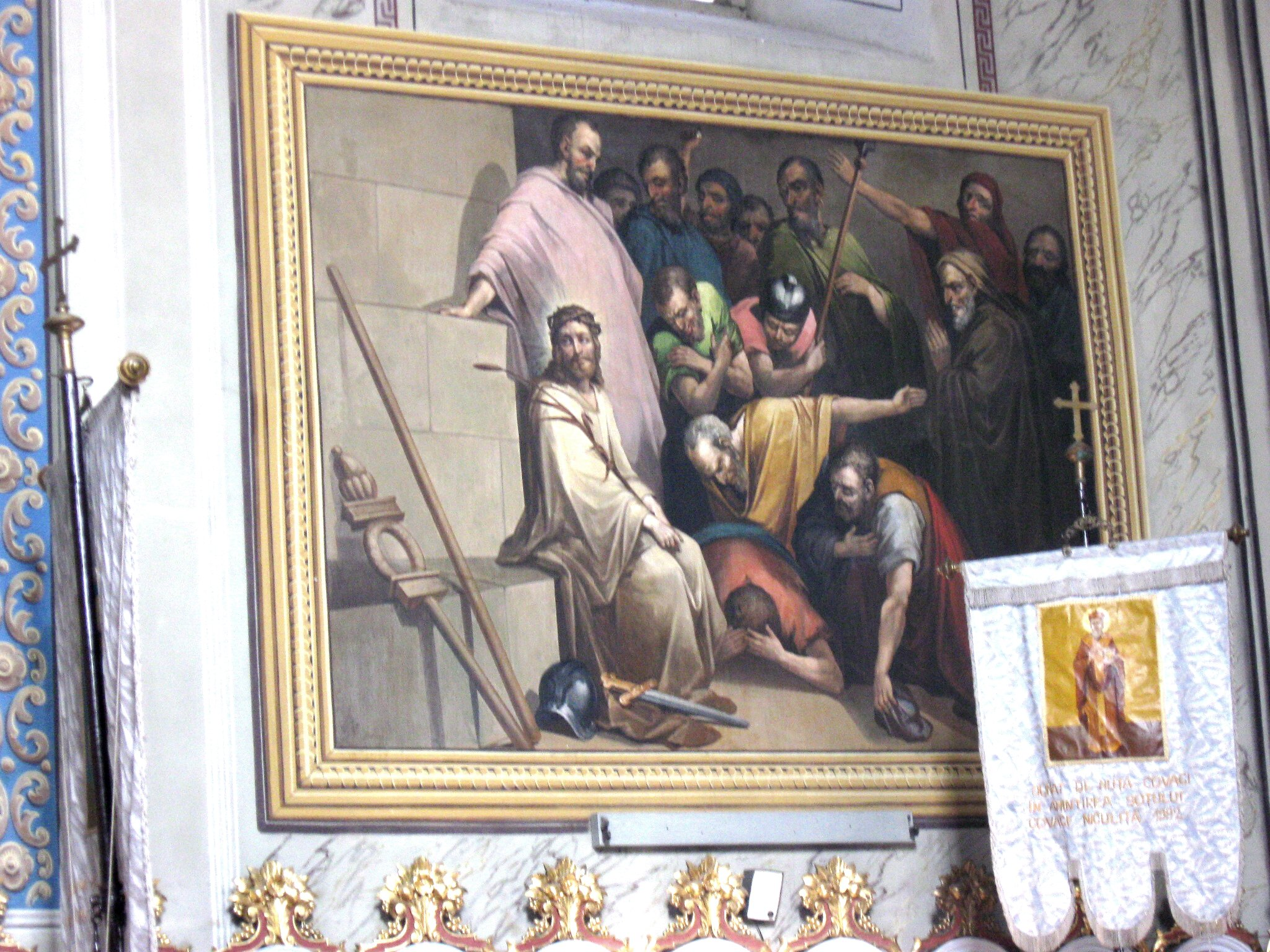
Batjocorirea lui Iisus

### Tâmplăria sculptată

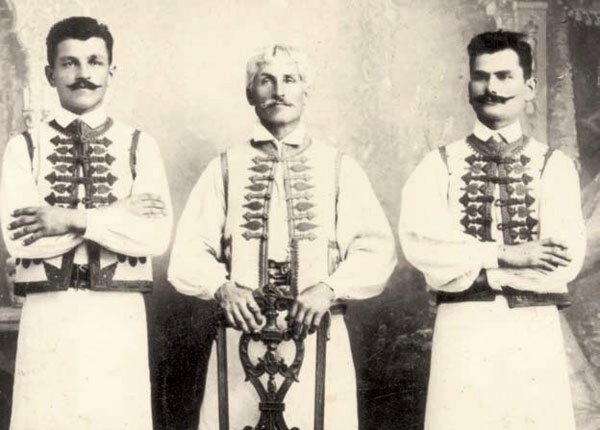
Iosif, Nestor şi Iuliu Bosioc

Tâmplăria a fost realizată de Nestor (Nistor) Bosioc (1850–1921), împreună cu cei doi fii ai săi, Iosif (1867–1951) și Iuliu (1875–1959). Elementele de rezistență au fost realizate din lemn de molid de bună calitate. Elementele sculptate au fost realizate din lemn de tei. Comanda a prevăzut realizarea „sculpturii și măsăritului templei” (tâmplăria iconostasului), care cuprindea suportul icoanelor, ramele lor, brâiele de separare și ornamentele (capiteluri, și diferite ornamente în stil florentin), pentru care au primit 1600 de florini, două scaune cantorale (500 de florini), două tronuri (260 de florini), și scaune „de perete” (16 florini bucata) și „din rândul doi” (5 florini bucata) câte vor încăpea în biserică.
După pictarea iconostasului li s-a cerut să umple golurile dintre icoane, goluri considerate inestetice. Acestea au fost umplute cu o dantelărie de lemn cu motive florale realizată din vrejuri de viță de vie donate de credincioși și elemente de tei. Aurirea iconostasului și a ornamentelor mobilierului a fost făcută tot de Zaicu, care a primit pentru asta alți 1500 de florini.

### Clopotele
În clopotnița bisericii se află patru clopote. Primele două clopote despre care există mențiuni scrise s-au turnat în 1841 de Edgarten la Timișoara. Aveau să fie cunoscute ca „Al Doilea” și „Neamțu”. „Al doilea” avea o masă de 499 de pfunzi (249,5 kg), iar al treilea, „Neamțu” era de 355 de pfunzi (177,5 kg). Celelalte două au fost turnate de Hönig la Arad. „Micu” (al patrulea), având 240 de pfunzi (120 kg), a fost turnat în 1872. Clopotul „Mare”, destinat noii clopotnițe din 1983, a fost turnat în 1984 și avea 750 kg. Niciunul din clopote nu era inscripționat.
La izbucnirea Primului Război Mondial s-a dat un ordin de rechiziție a obiectelor de metal. Bisericilor li s-a cerut să predea clopotul cel mai mare și cel mai mic pe care le aveau, iar în martie 1916 comitetului parohial ortodox român din Nădlac a fost obligat să se conformeze. Suma plătită de armată la rechiziționare, de 3288 coroane (mai puțin de 1 kg aur) era mult mai mică decât valoarea clopotelor. Exista posibilitatea ca clopotele de bronz să fie înlocuite cu clopote de fier, însă la 5 august Eparhia Aradului a interzis procurarea altor clopote până la sfârșitul războiului. În luna august 1917 ministrul de război al Austro-Ungariei a ordonat ca toate bisericile să păstreze un singur clopot, pe cel mai mic pe care-l au. Ca urmare, biserica a fost lipsită și de clopotul „Al Doilea”. Pentru acest clopot și clopoțelul folosit în școală la anunțarea orelor s-au primit 1244 de coroane.
Imediat după terminarea războiului credincioșii au făcut donații pentru alte clopote. Între donatori s-au remarcat soții Petru și Agata Păștean, născută Mărginean, care au donat o casă și un iugăr de pământ de la Csanádpalota, Aurel Șterca Șuluțiu, director la Banca „Nădlăcana”, Uroș Pătean, Ilie Mărginean, Dimitrie Stoica, preotul Nicolae Mărginean cu soția Emilia, preotul Nicolae Chicin. S-a hotărât topirea „Neamțului” și turnarea altor patru clopote, de aceeași greutate și tonalitate (Es-Dur (en)). Clopotele au fost turnate în 1924 tot de Hönig la Arad. Donațiile au fost folosite pentru plata clopotelor 2, 3, și 4, iar cel mare a fost plătit din banii bisericii. Pe fiecare clopot sunt amintiți cei ce au donat pentru turnarea lor. Clopotul mare a crăpat și a trebuit retopit și turnat de două ori, în 1941 și 2005.